# Thomas Adderley
Thomas Adderley foi um político irlandês.
Adderley foi educado no Trinity College, em Dublin. De 1752 a 1761 foi Membro do Parlamento por Charlemont, condado de Armagh.